# William Makepeace Thackeray
William Makepeace Thackeray (Kolkata, Indija, 18. srpnja 1811. – London, 24. prosinca 1863.), engleski je književnik.
Dobro poznavajući više krugove engleskog društva razvio se u jednog od najistaknutijih satiričara 19. stoljeća koji ne škrtari na satiri i sarkazmu. Pod utjecajem prosvjetitelja iz 18-tog stoljeća, vjerovao je u poučno-etičku poruku književnog djela, pa je u svojim romanima prikazujući čitavu galeriju likova i njihove složene međusobne odnose, ismijavao mane suvremenika.
Isprva je surađivao u časopisima i pod pseudonimima objavljivao eseje, satire i romane u nastavcima. Svjetsku slavu donio mu je roman "Sajam taštine" s dopunskim naslovom - roman bez glavnog junaka, koji je u nastavcima izlazio 1847. i 1848. U tom književnom remek-djelu Thackery je epskim zamahom satirički prikazao društvene prilike i sve važnije predstavnike engleskog građanskog i aristokratskog društva.
Djela:
- "Sajam taštine",
- "Knjiga o snobovima",
- "Virginijanci",
- "Četiri Georgea".